# Paul Krassner
Paul Krassner (Brooklyn, Nueva York, 9 de abril de 1932-Desert Hot Springs, California, 21 de julio de 2019) fue un escritor de humor conocido por haber sido editor y contribuyente habitual de la revista librepensadora The Realist, la cual, comenzando su publicación en 1958, es un ejemplo muy temprano de la prensa contracultural en los Estados Unidos. Aunque The Realist es considerada como una publicación underground por algunos, fue una revista de tirada nacional desde 1959.

## Vida y obras

### Inicios
Fue niño violinista prodigio (y fue la persona más joven que jamás tocó en el Carnegie Hall, en 1939 a la edad de seis años), pero su carrera tomó un rumbo diferente en los años 50 cuando se convirtió en una figura importante en muchos aspectos en el humor de corte político y satírico en Estados Unidos. Fue un gran protector del comediante satírico Lenny Bruce, de hecho editó su autobiografía. Trabajó en los primeros números de la revista MAD.

### The Realist
"The Realist" fue una combinación de sátira y periodismo alternativo. Fue publicado en periodos regulares de tiempo durante los años 60 y luego en periodos irregulares después del comienzo de los 70. Fue recuperada como un boletín de noticias mucho menor a mediados de los 80 cuando material de la revista fue recopilado en "Lo Mejor del Realista: La Revista Más Estrafalariamente Irreverente" (Running Press, 1985). El número final de "The realist" fue el #146 (Primaver de 2001).

### Otras actividades
En 1967 fue uno de los fundadores de los "Yippies", (Youth International Party, Partido Internacional de la Juventud), famoso por sus travesuras activistas. Es conocido en los círculos de propiedad intelectual por haber impreso el controvertido póster "La Orgía Conmemorativa de Disneylandia" en The Realist en 1967, ilustrada por Wally Wood en blanco y negro. Recientemente, Krassner hizo que el póster estuviese disponible en una versión digital en color.
Fue un columnista para el "New York Press", Disinfotainment Today y AVN Online. Contribuyó con su weblog en The Huffington Post.

### Premios
Ha sido el primer hombre a ser incluido durante su vida en la Counterculture Hall of Fame.

## Libros de Paul Krassner
- The Best of the Realist: The 60's Most Outrageously Irreverent magazine
- How a Satirical Editor Became a Yippie Conspirator in Ten Easy Years
- Confessions of a Raving, Unconfined Nut: Misadventures in the Counter-Culture
- High Times Presents Paul Krassner's Pot Stories for the Soul, recopilación de Krassner con un prefacio de Ellison, Harlan ISBN 1-893010-02-3
- Magic Mushrooms and Other Highs: From Toad Slime to Ecstasy
- Murder at the Conspiracy Convention: And Other American Absurdities, con una introducción de Carlin, George
- Paul Krassner's Psychedelic Trips for the Mind
- Paul Krassner's Impolite Interviews
- Sex, Drugs, and the Twinkie Murders
- The Winner of the Slow Bicycle Race: The Satirical Writings of Paul Krassner, Introducción de Vonnegut, Kurt
- One Hand Jerking: Reports From an Investigative Satirist, Foreword by Shearer, Harry, Introducción de Black, Lewis

## Monólogos en CD
- 1996 - We Have Ways of Making You Laugh (Mercury Records)
- 1997 - Brain Damage Control (Mercury Records)
- 1999 - Sex, Drugs and the Antichrist: Paul Krassner at MIT (Sheridan Square Entertainment)
- 2000 - Campaign In the Ass (Artemis Records)
- 2002 - Irony Lives (Artemis Records)
- 2004 - The Zen Bastard Rides Again (Artemis Records)

## Películas
- 1972 - Dynamite Chicken
- 1983 - Cocaine Blues
- 1987 - The Wilton North Report (TV series)
- 1990 - Flashing on the Sixties: A Tribal Document
- 1998 - Lenny Bruce: Swear to Tell the Truth
- 1999 - The Source
- 2003 - Maybe Logic: The Lives and Ideas of Robert Anton Wilson
- 2005 - The Aristocrats
- 2006 - Gonzo Utopia
- 2006 - The U.S. vs. John Lennon
- 2006 - Darryl Henriques Is in Show Business
- 2008 - Sex: The Revolution (TV miniseries)
- 2008 - Looking for Lenny
- 2009 - Make ‘Em Laugh: The Funny Business of America (PBS)